# Perilampus obsoletus
Perilampus obsoletus is een vliesvleugelig insect uit de familie Perilampidae. De wetenschappelijke naam is voor het eerst geldig gepubliceerd in 1927 door Masi.